# Catocala mneste
Catocala mneste là một loài bướm đêm trong họ Erebidae.